# Nikolai Ivanovich Bukharin
Nikolai Ivanovich Bukharin (tiếng Nga: Никола́й Ива́нович Буха́рин), (9 Tháng 10 [lịch cũ 27 Tháng 9] năm 1888 – 15 Tháng 3, 1938) là một nhà cách mạng Bolshevik và một trí thức, và sau này là nhà chính trị gia của Liên Xô.
Sau Cách mạng tháng Mười, ông trở thành biên tập viên của tờ báo đảng Pravda.
Trong Đảng Bolshevik, Bukharin là một người ủng hộ mạnh mẽ và người bảo vệ Chính sách Kinh tế mới (NEP), Ông dẫn đầu phe đối lập. Vào cuối năm 1924, điều này đã giúp Bukharin trở thành đồng minh của Joseph Stalin. Bukharin sớm xây dựng lý thuyết và chủ nghĩa xã hội mới của Stalin trong một quốc gia. Cùng nhau, Bukharin và Stalin đã lật đổ Leon Trotsky, Grigory Zinoviev và Lev Kamenev tại Đại hội Đảng Cộng sản XV tháng 12 năm 1927. Từ năm 1926 đến năm 1929, Bukharin được hưởng quyền lực tuyệt vời với tư cách Tổng Thư ký Ủy ban Điều hành. Tuy nhiên, các quyết định độc đoán của Stalin khiến hai người trở nên xa cách, và Bukharin bị trục xuất khỏi Bộ Chính trị vào năm 1929.
Khi Đại thanh trừng bắt đầu vào năm 1936, Stalin đã viện mọi lí do để loại bỏ các đồng minh cũ của mình và các đối thủ vì quyền lực. Bị bắt vào tháng 2 năm 1937, ông bị buộc tội âm mưu lật đổ nhà nước Liên Xô và bị hành quyết vào tháng 3 năm 1938.

## Trước năm 1917
Nikolai Bukharin sinh ngày 27 tháng 9 tại Moscow. Ông là con trai thứ hai của ông Ivan Gavrilovich Bukharin và bà Liubov Ivanovna Bukharina. Thời niên thiếu của ông được kể lại một cách sinh động trong cuốn tiểu thuyết tự truyện của ông How It All Began.
Cuộc đời chính trị của Bukharin bắt đầu ở tuổi 16 với người bạn thân Ilya Ehrenburg khi ông tham gia sinh hoạt tại Đại học Moskva liên quan đến Cách mạng Nga năm 1905. Ông gia nhập Đảng Lao động Dân chủ Xã hội Nga năm 1906, trở thành thành viên của Bolshevik. Cùng với Grigory Sokolnikov, ông triệu tập Hội nghị Thanh niên Quốc gia năm 1907 tại Moskva, về sau thành lập Komsomol (Đoàn Thanh niên Cộng sản Lenin). Đến tuổi 20, ông là thành viên của Ủy ban Moskva của Đảng. Ủy ban đã bị tấn công nặng nề bởi cảnh sát bí mật của Sa hoàng (Okhrana). Là một trong những nhà lãnh đạo của Đảng, Bukharin nhanh chóng nằm trong tầm ngắm của Okhrana. Trong thời gian này, anh trở nên gắn bó với Valerian Obolensky và Vladimir Smirnov, và cũng gặp người vợ tương lai, Nadezhda Mikhailovna Lukina, em gái của Nikolai Lukin, cũng là thành viên của nhóm. Họ kết hôn ngay sau khi lưu vong, vào năm 1911.
Năm 1911, sau một thời gian ngắn bị giam giữ, Bukharin bị lưu đày tới Onega ở Arkhangelsk, nhưng nhanh chóng trốn thoát đến Hanover, nơi ông ở lại một năm trước khi đến thăm Kraków vào năm 1912 để gặp Vladimir Lenin. Trong thời gian lưu vong, ông đã viết một số cuốn sách đã thiết lập lý thuyết chính của Bolshevik ở độ tuổi 20. Tuy nhiên, ông và Lenin thường có tranh chấp về các vấn đề lý thuyết và sự gần gũi của Bukharin với Châu Âu. Bukharin quan tâm đến các tác phẩm của các nhà lý thuyết người Marxist và các nhà lý thuyết kinh tế không thuộc chủ nghĩa Marxist, như Aleksandr Bogdanov. Ngoài ra, trong khi ở Vienna vào năm 1913, ông đã giúp Joseph Stalin viết một bài báo về chủ nghĩa Marx theo yêu cầu của Lenin.
Vào tháng 10 năm 1916, khi làm việc tại thành phố New York, ông biên tập tờ báo Novy Mir (New World) với Leon Trotsky và Alexandra Kollontai. Khi Trotsky đến New York vào tháng 1 năm 1917, Bukharin là người đầu tiên chào đón Trotsky.

## Từ 1917 đến 1923
Khi Cách mạng Nga tháng 2 năm 1917 nổ ra, những người cách mạng lưu vong từ khắp nơi trên thế giới bắt đầu đổ về quê hương. Trotsky rời New York vào ngày 27 tháng 3 năm 1917, đi thuyền đến           St.Petersburg. Bukharin rời New York vào đầu tháng 4 năm 1917 và trở về Nga qua Nhật Bản (ở đó ông bị tạm giam bởi cảnh sát địa phương), đến Moskva vào đầu tháng 5 năm 1917.
Về mặt chính trị, những người Bolshevik ở Moskva vẫn là một thiểu số nhất định đối với những người Menshevik và những người cách mạng xã hội chủ nghĩa. Tuy nhiên, khi binh lính và công nhân bắt đầu bị thu hút bởi lời hứa của Lenin để mang lại hòa bình bằng cách rút khỏi chiến tranh, thành viên trong phe Bolshevik bắt đầu tăng vọt - từ 24.000 thành viên vào tháng 2 năm 1917 đến 200.000 thành viên vào tháng 10 năm 1917. Khi trở về Moskva, Bukharin trở lại Ủy ban thành phố Moskva và cũng trở thành một thành viên của Đảng bộ khu vực Moskva.
Phức tạp hơn nữa, bản thân những người Bolshevik được chia thành cánh tả và cánh hữu. Cánh hữu của những người Bolshevik, bao gồm Aleksei Rykov và Viktor Nogin, kiểm soát Ủy ban Moskva, trong khi những người Bolshevik cánh tả trẻ hơn, bao gồm Vladimir Smirnov, Valerian Osinsky, Georgy Lomov, Nikolai Yakovlev, Ivan Kizelshtein và Ivan Stukov, là thành viên của Ban Chấp hành Đảng bộ khu vực Moskva.
Vào ngày 10 tháng 10 năm 1917, Bukharin, cùng với hai người Bolshevik khác là Andrei Bubnov và Gregory Sokolnikov được bầu vào Ủy ban Trung ương. Trong khi những người Bolshevik trước đây từng là một thiểu số ở Moskva sau những người Menshevik và những nhà cách mạng xã hội chủ nghĩa, vào tháng 9 năm 1917, người Bolshevik chiếm đa số ở Moskva. Hơn nữa, Cục khu vực Moskva đã chính thức chịu trách nhiệm cho các tổ chức đảng tại 13 tỉnh miền Trung xung quanh Moskva - chiếm 37% tổng dân số của Nga và 20% thành viên Bolshevik.
Như những gì Trotsky đã làm ở St. Petersburg, Bukharin chắc chắn là lãnh đạo nổi bật nhất ở Moskva. Trong Cách mạng Tháng Mười, Bukharin đã soạn thảo, giới thiệu và bảo vệ các nghị định cách mạng tại Moskva. Bukharin sau đó đại diện cho Liên Xô Moskva trong báo cáo của họ cho chính phủ cách mạng ở Petrograd. Sau Cách mạng tháng Mười, Bukharin trở thành biên tập viên của tờ báo của đảng, Pravda.
Trong cuộc hỗn loạn ở Nga gần cuối Thế chiến thứ nhất, khi đàm phán hòa bình với các cường quốc Châu Âu đang bế tắc, ông yêu cầu tiếp tục chiến tranh. Bukharin nổi lên như là thủ lĩnh của những người Cộng sản cánh tả phản đối gay gắt với quyết định của Lenin về việc ký Hòa ước Brest-Litovsk. 

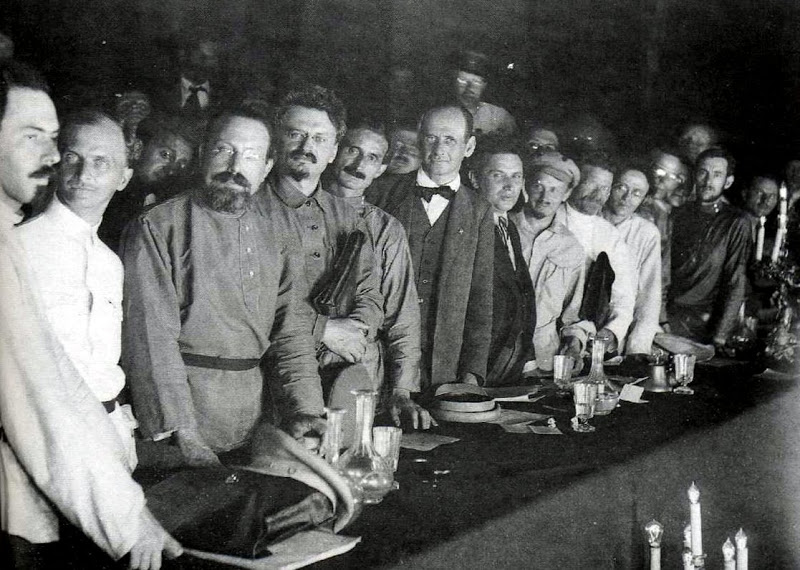
Nikolay Bukharin 1920

Sau khi phê chuẩn hòa ước, Bukharin tiếp tục trách nhiệm của mình trong Đảng. Tháng 3 năm 1919, ông trở thành thành viên của Ủy ban Điều hành của Đệ Tam Quốc tế và là thành viên của Bộ Chính trị. Trong thời kỳ Nội chiến, ông đã xuất bản một số công trình kinh tế lý thuyết: Kinh tế học thuật của thời kỳ chuyển tiếp (1920), Chủ nghĩa vật chất lịch sử (1921)...
Đến năm 1921, ông đã thay đổi vị trí của mình và chấp nhận sự lãnh đạo của Lenin về sự sống còn và tăng cường nhà nước Xô viếtt như pháo đài của cuộc cách mạng thế giới trong tương lai. Ông trở thành người ủng hộ quan trọng nhất của Chính sách kinh tế mới (NEP), ông đã gắn kết vận mệnh chính trị của mình vào đó. Được coi là một người rút lui khỏi chính sách xã hội chủ nghĩa, NEP đã cho phép sở hữu tư nhân và thực hành tư bản trong nông nghiệp, thương mại bán lẻ và công nghiệp nhẹ trong khi nhà nước nắm quyền kiểm soát ngành công nghiệp nặng. Trong khi một số người đã chỉ trích Bukharin, sự thay đổi có thể được giải thích một phần bởi sự cần thiết cho hòa bình và ổn định sau 7 năm chiến tranh ở Nga, và thất bại của cuộc cách mạng cộng sản ở Trung và Đông Âu, đã kết thúc triển vọng của cuộc cách mạng trên toàn thế giới.

## Đấu tranh quyền lực
Sau cái chết của Lenin vào năm 1924, Bukharin trở thành thành viên đầy đủ của Bộ Chính trị. Trong cuộc đấu tranh quyền lực tiếp theo giữa Leon Trotsky, Grigory Zinoviev, Lev Kamenev và Stalin, Bukharin liên minh với Stalin, người đã đặt mình là trung tâm của Đảng và ủng hộ NEP, muốn công nghiệp hóa nhanh hơn, và kích động cho cuộc cách mạng thế giới. Chính Bukharin đã xây dựng luận án "Chủ nghĩa xã hội trong một quốc gia" do Stalin đưa ra vào năm 1924, cho rằng chủ nghĩa xã hội (trong lý thuyết Marxist, giai đoạn chuyển tiếp từ chủ nghĩa tư bản sang chủ nghĩa cộng sản) có thể được phát triển ở một quốc gia, thậm chí một nước kém phát triển như Nga. Lý thuyết mới này nói rằng cuộc cách mạng không còn cần được khuyến khích ở các nước tư bản vì Nga có thể đạt được chủ nghĩa xã hội. Luận án sẽ trở thành một dấu hiệu của tư tưởng Stalin,
Trotsky, lực lượng chính của phe đối lập cánh tả, đã bị đánh bại bởi liên minh hình thành bởi Stalin, Zinoviev và Kamenev, với sự hỗ trợ của Bukharin. Tại Đại hội Đảng lần thứ XIV vào tháng 12 năm 1925, Stalin công khai tấn công Kamenev và Zinoviev, tiết lộ rằng họ đã yêu cầu Stalin trục xuất Trotsky khỏi Đảng. Vào năm 1926, liên minh Stalin-Bukharin đã lật đổ Zinoviev và Kamenev khỏi sự lãnh đạo của Đảng, và Bukharin có được quyền lực cao nhất trong giai đoạn 1926–1928. Ông trở thành lãnh đạo cánh hữu của Đảng, bao gồm hai thành viên Bộ Chính trị khác Alexei Rykov, người kế nhiệm của Lenin là Chủ tịch Hội đồng Nhân dân và Mikhail Tomsky, lãnh đạo công đoàn, và ông trở thành Tổng Thư ký Ủy ban Điều hành của Đệ Tam Quốc tế vào 1926. Tuy nhiên, do sự thiếu hụt ngũ cốc vào năm 1928, Stalin đã đảo ngược suy nghĩ và đề xuất một chương trình công nghiệp hóa nhanh chóng và buộc phải tập thể hóa vì ông tin rằng NEP không hoạt động đủ nhanh. Stalin cảm thấy rằng trong tình huống mới, các chính sách của những kẻ thù trước đây của ông như Trotsky, Zinoviev và Kamenev là đúng đắn.
Bukharin lo lắng về triển vọng của kế hoạch của Stalin. Bukharin muốn Liên Xô đạt được công nghiệp hóa nhưng ông ưa thích cách tiếp cận vừa phải hơn để đảm bảo cho nông dân có cơ hội trở nên thịnh vượng, điều này sẽ dẫn đến việc sản xuất ngũ cốc với quy mô lớn để xuất khẩu ra nước ngoài. Bukharin nhấn mạnh quan điểm của ông suốt năm 1928 trong các cuộc họp của Bộ Chính trị và tại Đại hội Đảng, nhấn mạnh rằng việc trưng dụng ngũ cốc được thực thi sẽ có hiệu quả ngược lại.

## Bị loại bỏ khỏi quyền lực
Stalin tấn công quan điểm của Bukharin, miêu tả nó là sự lệch lạc tư bản và tuyên bố rằng cuộc cách mạng sẽ có nguy cơ sụp đổ nếu không có một chính sách mạnh mẽ khuyến khích công nghiệp hóa nhanh chóng.
Bukharin đã giúp Stalin đạt được quyền lực và kiểm soát việc chống lại phe đối lập cánh tả, Bukharin thấy mình dễ bị Stalin loại bỏ. Tuy nhiên, Bukharin đã cố gắng duy trì sự thống nhất trong lãnh đạo Đảng. Trong khi đó, Stalin đã sử dụng quyền kiểm soát Đảng của mình để thay thế những người ủng hộ Bukharin ở Moskva, các tổ chức công đoàn và Cơ quan quyền lực.
Bukharin đã cố gắng đề nghị sự hỗ trợ từ những kẻ thù trước đó bao gồm cả Kamenev và Zinoviev, người đã từ bỏ quyền lực và giữ các vị trí trung cấp trong Đảng Cộng sản. Thông tin chi tiết về cuộc gặp gỡ với Kamenev bị rò rỉ, ông bị tố cáo là chủ nghĩa phe phái. Cuối cùng, Bukharin mất vị trí của mình trong Đệ Tam Quốc tế và biên tập viên của Pravda vào tháng 4 năm 1929 và ông bị trục xuất khỏi Bộ Chính trị vào ngày 17 tháng 11 năm 1929.

## Tình bạn với Osip Mandelstam và Boris Pasternak
Trong thời gian ngắn từ năm 1934-1936, Bukharin làm biên tập viên cho Izvestia vào năm 1934. Ở đó, ông luôn nhấn mạnh sự nguy hiểm của các chế độ phát xít ở Châu Âu và nhu cầu "chủ nghĩa nhân văn vô sản". Một trong những quyết định đầu tiên của ông với tư cách biên tập viên là mời Boris Pasternak đóng góp cho tờ báo và tham gia các cuộc họp biên tập. Pasternak mô tả Bukharin là "một người đàn ông tuyệt vời, phi thường, nhưng số phận đã không tử tế với anh ta." Họ gặp nhau lần đầu tiên trong tình trạng bị giám sát bởi Cảnh sát Liên Xô, Vyacheslav Menzhinsky vào tháng 5 năm 1934, khi Pasternak tìm kiếm sự giúp đỡ cho Osip Mandelstam, người đã bị bắt giữ - mặc dù lúc đó Pasternak và Bukharin cũng biết tại sao.
Bukharin đã hoạt động như người bảo vệ chính của Mandelstam từ năm 1922. Theo vợ của Mandelstam, Nadezhda, "Anh ấy đã nợ Bukharin rất nhiều trong cuộc đời. Bài thơ năm 1928 của anh ấy sẽ không bao giờ xuất hiện nếu không có sự can thiệp tích cực của Bukharin. Armenia, căn hộ của chúng tôi và thẻ ăn uống, hợp đồng công việc - tất cả điều này đã được sắp xếp bởi Bukharin". Bukharin đã viết cho Stalin, cầu xin khoan dung cho Mandelstam, và kêu gọi với tư cách cá nhân cho người đứng đầu của Bộ Dân ủy Nội vụ (NKVD), Genrikh Yagoda.

## Đại thanh trừng
Chính sách tập thể của Stalin đã được chứng minh là có hại như Bukharin tiên đoán, nhưng Stalin đã đạt được quyền lực tối cao không thể bị thách thức trong đảng. Mặc dù Bukharin đã không thách thức Stalin kể từ năm 1929, những người ủng hộ cũ của ông, kể cả Martemyan Ryutin, đã soạn thảo và lưu hành một nền tảng chống Stalin.
Tuy nhiên, Sergey Kirov, Bí thư thứ nhất của Ủy ban khu vực Leningrad bị ám sát tại Leningrad vào tháng 12 năm 1934, và cái chết của ông đã được Stalin sử dụng như một lý do để khởi động cuộc Đại thanh trừng, trong đó có khoảng một triệu người đối lập bị Stalin loại bỏ. Một số sử gia bây giờ tin rằng vụ ám sát Kirov vào năm 1934 đã được sắp xếp bởi chính Stalin hoặc ít nhất là có đủ bằng chứng để kết luận một cách đáng tin cậy như vậy. Sau vụ ám sát Kirov, NKVD đã tấn công những người chống đối trước đây liên quan đến vụ giết Kirov và các hành vi phản quốc, khủng bố, phá hoại và gián điệp khác.
Vào tháng 2 năm 1936, ngay trước khi cuộc Đại thanh trừng bắt đầu, Bukharin đã được Stalin gửi đến Paris để thương lượng việc mua lại kho lưu trữ tài liệu của Marx - Engels, do Đảng Dân chủ Xã hội Đức (SPD) tổ chức trước khi bị giải thể bởi Hitler. Bukharin được vợ, Anna Larina, ngỏ ý khả năng lưu vong, nhưng Bukharin cho rằng ông không thể sống bên ngoài Liên Xô. Đối với người bạn thời thơ ấu của mình, Ilya Ehrenburg, ông đã bày tỏ sự nghi ngờ rằng toàn bộ chuyến đi là một cái bẫy được thiết lập bởi Stalin.
Sau khi xét xử và xử tử Zinoviev, Kamenev, và những người Bolshevik cánh tả khác vào năm 1936, Bukharin và Rykov bị bắt ngày 27 tháng 2 năm 1937 sau một cuộc họp của Ủy ban Trung ương và bị buộc tội âm mưu lật đổ nhà nước Liên Xô.
Bukharin đã bị xét xử trong phiên tòa vào ngày 2-13 tháng 3 năm 1938, cùng với cựu thủ tướng Alexei Rykov, Christian Rakovsky, Nikolai Krestinsky, Genrikh Yagoda và 16 bị cáo khác bị cáo buộc rằng Bukharin và những người khác đã tìm cách ám sát Lenin và Stalin từ năm 1918, giết Maxim Gorky bằng chất độc, phân chia Liên Xô và trao lãnh thổ cho Đức, Nhật Bản, và Vương quốc Anh.
Trong khi ở trong tù, ông đã viết ít nhất bốn bản thảo dài bao gồm một cuốn tiểu thuyết tự truyện trữ tình, triết học, một tập hợp các bài thơ, chủ nghĩa xã hội và văn hóa - tất cả đều được tìm thấy trong kho lưu trữ của Stalin trong những năm 1990.
Bukharin bị bắn vào ngày 15 tháng 3 năm 1938, nhưng thông báo về cái chết của ông bị lu mờ bởi Đức quốc xã đã sáp nhập nước Áo (Anschluss). Bất chấp lời hứa tha cho gia đình của mình, vợ của Bukharin, Anna Larina, được gửi đến một trại lao động, nhưng bà đã sống sót để thấy chồng mình được chính phủ Liên Xô phục hồi danh dự chính thức dưới thời Mikhail Gorbachev năm 1988.

## Sách và bài báo
1915: Hướng tới một lý thuyết của Nhà nước đế quốc
1917: Chủ nghĩa đế quốc và kinh tế thế giới
1917: Cách mạng Nga và ý nghĩa của nó
1918: Tình trạng hỗn loạn và chủ nghĩa cộng sản khoa học
1918: Chương trình Cách mạng Thế giới
1919: Nhà thờ và trường học ở Cộng hòa Liên Xô
1919: Hồng quân và Cách mạng phản công
1919: Liên Xô hoặc Quốc hội
1920: ABC của chủ nghĩa cộng sản với Evgenii Preobrazhensky
1920: Trên Quốc hội
1920: Bí mật của Liên đoàn (phần I)
1920: Bí mật của Liên đoàn (phần II)
1920: Tổ chức quân đội và cấu trúc xã hội
1920: Công việc chung cho nồi chung
1921: Thời đại vĩ đại
1921: Chính sách kinh tế mới của Liên bang Nga
1921: Chủ nghĩa vật chất lịch sử - một hệ thống xã hội học
1922: Tổ chức kinh tế ở Nga Xô Viết
1923: Một bữa tiệc tuyệt vời của Marxian
1923: Đại hội lần thứ 12 của Đảng Cộng sản Nga
1924: Chủ nghĩa đế quốc và tích luỹ vốn
1924: Lý thuyết Cách mạng Thường trực
1926: Xây dựng chủ nghĩa xã hội
1926: Nhiệm vụ của Đảng Cộng sản Nga
1927: Lý thuyết kinh tế của lớp học giải trí
1927: Cuộc Cách mạng Thế giới và Hoa Kỳ
1928: Các hình thức mới của cuộc khủng hoảng thế giới
1929: Ghi chú của một nhà kinh tế học
1930: Vốn tài chính trong Giáo hoàng. Một thách thức!
1931: Lý thuyết và thực hành từ quan điểm của chủ nghĩa vật chất biện chứng
1933: Giảng dạy của Marx và tầm quan trọng lịch sử
1934: Thơ ca, thơ ca và các vấn đề về thơ ca ở Hoa Kỳ.
1937-38: Tất cả bắt đầu như thế nào, một cuốn tiểu thuyết tự truyện lớn, được viết trong tù và được xuất bản lần đầu bằng tiếng Anh vào năm 1998.